# Національний історичний парк (Гаїті)
Національний історичний парк (фр. Parc national historique) — комплекс споруд біля гаїтянського міста Міло, що включає Цитадель Лафер'єр, палац Сан-Сусі і комплекс фортів Рам'єр, збудованих на початку 19 століття за наказом короля Анрі Крістофа. Ці споруди виконували функції королівської резиденції, місця розташування уряду та оборонні укріплення. Зараз вони вважаються національним символом Гаїті та входять до списку Світової спадщини.